# 明治学院大学大学院法と経営学研究科
明治学院大学大学院法と経営学研究科（めいじがくいんだいがく・ほうとけいえいがくけんきゅうか、英名：Graduate School of Business and Law, Meiji Gakuin University）は、明治学院大学に設置されている大学院研究科の一つである。
　法と経営学研究科は、『「広い視野を持って、社会の組織（企業やNPO、研究機関も含まれる）で指導的役割を果たせる人材」、特に「経営学と法学とを身につけ、ビジネスをトータルに推進できる人材」を、従来の学部の枠に囚われずに育成することを目標とし、企業経営者、中小企業の事業承継者、それを支える専門家（税理士など）、及び大学院で習得した専門知識や分析力を活かせる企業内スペシャリストの輩出を目指す』ことを目的としている。

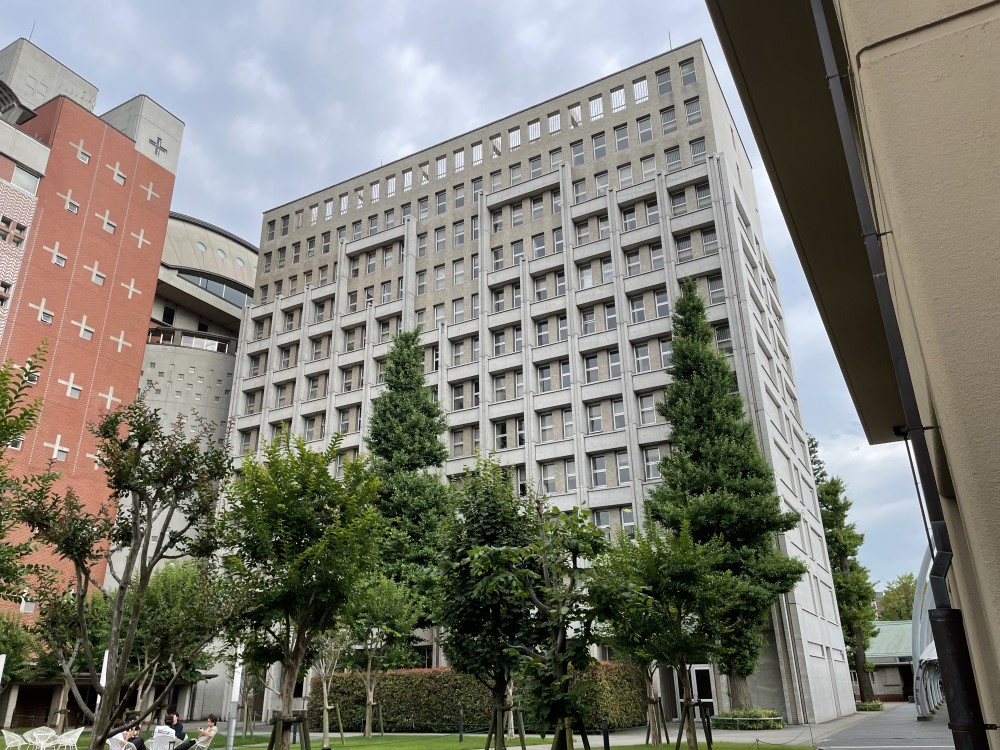
大学院関連施設が入るヘボン館（7号館）

　法と経営学研究科は、「法と経営学」という新しい学問を創設するものではなく、法律学と経営学を融合的に教育研究することを趣旨としている。そのため、明治学院大学には、「法と経営学部」という学部は置かれておらず、同大学に設置されている経済学部と法学部の教員が共同して運営しているため、複数の学部が支える大学院研究科という特徴を有している。

## 沿革
| 日付                       | 出来事                                                         |
| -------------------------- | -------------------------------------------------------------- |
| 2014年（平成26年）10月29日 | 文部科学省大学設置・学校法人審議会が新研究科設置を「可」と答申 |
| 2014年（平成26年）10月31日 | 文部科学省が研究科の設置を認可                                 |
| 2015年（平成27年）4月1日   | 明治学院大学に、「法と経営学研究科」設置                       |

## 組織・教育

### 専攻・学位[1]
法と経営学研究科には、「法と経営学専攻（修士課程）」のみを置いており、博士課程（博士後期課程）は置かれていない。
上記専攻を修了したときは、修士（法と経営学）〔英：Master of Business and Law〕の学位が授与される。

### 税理士
法と経営学研究科は、国税庁から税理士教育制度認定を受けており、同研究科において税法論文を執筆し、国税審議会の認定を受けると、税理士試験の一部科目が免除される。

### 付属研究機関
法と経営学研究科には、付属研究機関として、法と経営学研究所が置かれている。

### 施設（キャンパス）[6]
法と経営学研究科は、主に「白金キャンパス」を拠点としている。同研究科は、他の研究科と同様（国際学研究科を除く。）、同キャンパス内にある『ヘボン館（7号館）』を利用しており、ヘボン館には大学院講義室や研究科毎の共同研究室が置かれている。